# مايكل نيتزر
مايكل نتزر (العبرية: מיכאל נצר؛ مواليد 9 أكتوبر 1955) فنان أمريكي-إسرائيلي اشتهر بعمله في القصص المصورة لـدي سي كومكس ومارفل كومكس في السبعينات، بالإضافة إلى حضوره عبر الإنترنت.
يعود أصله إلى طائفة الدروز.

## الحياة المبكرة
وُلد مايكل ناصر (الذي أصبح لاحقًا نتزر) في ديترويت، ميشيغان، الولايات المتحدة. كان والده عادل ناصر الدين، وهو دكتور في الفلسفة من الموحدين الدروز، وعمل معظم حياته في مصنع فورد. والدته، أديل غزالي، هي ابنة لأب درزي وأم من اليهود اللبنانيين استقرت في نيويورك في عشرينيات القرن الماضي. أصيب بـشلل الأطفال في سن الثامنة أشهر، مما أدى إلى شلل جزئي في وركه وساقه اليسرى. بعد عامين من العلاج الطبي، أُرسل مع والدته وإخوته إلى مسقط رأس والده الدرزية، دير قوبل في لبنان. في عام 1967، عن عمر 11 عامًا، عاد إلى ديترويت. في المدرسة، أصبح مهتمًا بـالرسوم التوضيحية في الكتب المصورة ورواية القصص، وبدأ في تطوير مهاراته كفنان. استخدم فنه في حملة فاز من خلالها بانتخابه نائب رئيس لفصله الأخير في مدرسة ردفورد الثانوية، حيث حصل أيضًا على رتبة مقدم في برنامج فيلق تدريب ضباط الاحتياط الصغار.
خلال دراسته الثانوية، التقى نتزر غريغ ثياكستون، الذي قدمه إلى عالم فنون القصص المصورة الاحترافية. عمل كرسام لافتات ومصمم جرافيك أثناء التحاقه بجامعة وين ستيت في ميشيغان لمدة عامين. قدمه ثياكستون لاحقًا إلى نيل آدامز في مؤتمر ديترويت للقصص المصورة عام 1974. أبدى آدامز اهتمامًا بفن نتزر ودعاه للانضمام إلى استوديوهات كونتينيو.
في سبتمبر 1981، سافر نتزر إلى لبنان لزيارة والده، معتزمًا مواصلة طريقه بعد ذلك إلى إسرائيل. عندما اندلعت حرب لبنان 1982، علق هناك حتى هدأت الاشتباكات. في أغسطس 1983، استأجر سيارة أجرة أوصلته إلى الحدود اللبنانية الإسرائيلية، حيث عبر إلى إسرائيل. أثناء استقراره في إسرائيل، درس اللغة العبرية واليهودية في عدة مستوطنات. ثم اعتنق اليهودية، وغير اسمه الأخير العربي ناصر إلى الاسم العبري نتزر. في مايو 1985، انتقل إلى عوفرا، وهي مستوطنة إسرائيلية في الضفة الغربية، حيث يقيم حاليًا. وهو متزوج من إيلانا يوسف ولديهما خمسة أطفال.

## مسيرة القصص المصورة

### الأعمال المبكرة
في أواخر عام 1975، تلقى نتزر دعوة للانضمام إلى أرفيل جونز وكيث بولارد في رحلة إلى مدينة نيويورك، حيث تشارك الفنانان شقة. عرضا على نتزر الإقامة بينما كان يحاول الحصول على عمل في القصص المصورة. انضم إلى استوديوهات كونتينيو، التي أصبحت قاعدته كفنان حر. بدأ العمل في إنتاج لوحات القصة والفن الإعلاني للاستوديو، بينما حصل على أول مهمة له في القصص المصورة، وهي قصة احتياطية من جزأين في كاماندي: "حكايات الكارثة العظمى". حصل على اعتراف سريع كرسام في دي سي كومكس ومارفل كومكس، حيث أنتج أعمالًا فنية لكوبرا، تشالنجرز أوف ذا أنون، سوبربوي وليجون أوف سوبر-هيروز والمرأة المعجزة في دي سي، بالإضافة إلى أغلفة مختلفة لمارفل. من الشخصيات الأخرى التي اشتهر بها الصياد المريخي، السهم الأخضر وبلاك كناري، باتمان، بلاك لايتنينغ والرجل العنكبوت. أصبح نتزر نشطًا في الجهود لتشكيل نقابة مبدعي القصص المصورة، التي كان مقرها في كونتينيو. بحلول أواخر عام 1977، كان من المقرر أن يرسم السلسلة الجديدة جون كارتر، سيد المريخ للمحرر مارف وولفمان في مارفل. بعد إعادة النظر في الاتجاه الذي كانت تسلكه حياته ومسيرته المهنية، والظروف العامة لصناعة القصص المصورة، رفض نتزر المشروع وقرر أخذ استراحة من رسم القصص المصورة.
في نوفمبر 1977، ترك نتزر مسيرته المهنية في نيويورك وسافر بالدراجة عبر الولايات المتحدة. وصل إلى سان فرانسيسكو، واتصل بـ ناشر مجلة ستار*ريتش مايك فريدريش لرفض التزام كان قد قطعه على نفسه لأول جزء ملون من المنشور. طلب فريدريش من نتزر إنتاج قصة تحكي عن تطلعاته الجديدة، مما أدى إلى "العهود القديمة والجديدة والنهائية"، وهي قصة قصيرة من ثماني صفحات تجمع بين التاريخ الاجتماعي الديني وطموحات البشرية لاستعمار المجموعة الشمسية. نشر فريدريش القصة في ستار*ريتش #12 (1977) وكتب عن لقائه مع نتزر في افتتاحية المجلة.
على مدى السنوات العديدة التالية، أنتج نتزر أعمالًا فنية متقطعة للقصص المصورة لدي سي ومارفل، بما في ذلك قصة باتمان في دي سي سبيشال سيريز، بلاك لايتنينغ في وورلدز فاينست كومكس، سبايدر مان في مارفل تيم-أب والعديد من الأغلفة لمارفل. كان أحد الفنانين الذين رسموا اقتباس القصص المصورة لـزانادو في مارفل كومكس #17 (صيف 1980). خلال هذه الفترة، سافر عبر الولايات المتحدة وروّج لفكرة تسلسل هرمي سياسي جديد من خلال وسيلة القصص المصورة. وصف زملاؤه هذا النشاط بأنه مشيح وأعربوا عن قلقهم بشأن سلوكه. في مقابلة عام 1980 مع مجلة ويزارد، أشار المحرر مارتي كلوغ: "منذ عام 1977، أظهر عمله، وخاصة في ستار*ريتش، غالبًا موضوعًا سياسيًا-دينيًا إبداعيًا مستمدًا من مصادر متنوعة تتراوح من مغامرات الأبطال الخارقين إلى النبوءات الكتابية. تخمينات ناصر—التي غالبًا ما تكون مثيرة للاهتمام، وغالبًا ما تكون مثيرة للجدل، وفي بعض الأحيان، مبالغ فيها—تتبنى تفاؤلًا منعشًا نادرًا ما يوجد في مثل هذه الأعمال. حاليًا، يقوم بتجميع هذه المنظورات في شكل كتاب وقد يكون أحد أوائل رسامي القصص المصورة الذين يتفرعون في هذا الاتجاه الفريد."

### قصص إسرائيل المصورة
في الفترة 1984-1988، ساهم بأغلفة ورسوم توضيحية مصاحبة وشريط هزلي، الحليب والعسل، في كاونتر بوينت، وهي مطبوعة إسرائيلية باللغة الإنجليزية لـغوش إيمونيم حررتها راشيل كاتسمان ويسرائيل مداد.
في عام 1987، أنتج أول كتاب قصص مصورة ملون للأبطال الخارقين في إسرائيل، بالتعاون مع الشريكين جوناثان دويتش ويوسي هالبرن، "أوري-أون"، (אורי-און) تحت علامتهما التجارية "إسرائيل كوميكس". جاء ذلك في وقت شهد فيه نشاط القصص المصورة ارتفاعًا في البلاد وعُرض في معرض للقصص المصورة بمتحف إسرائيل جنبًا إلى جنب مع أعمال زملائه المحليين، دودو غيفا، ميشيل كيشكا، أوري فينغ وآخرين. تميز تصميم مايكل لرمز المينوراه الخاص بأوري-أون في معرض لاحق لـمتحف إسرائيل يسلط الضوء على تصاميم مختلفة للمينوراه عبر العصور. وقد وفر بروز نتزر كفنان قصص مصورة أمريكي سابق واختياره المثير للجدل للإقامة في الضفة الغربية المحتلة، منصة للفنان للظهور في البرامج الحوارية التلفزيونية المحلية، وتلقي تغطية إعلامية متنوعة، وإلقاء محاضرات حول وسيط القصص المصورة كأداة لتعزيز حل سلمي لـالصراع العربي الإسرائيلي.

### العودة إلى القصص المصورة الأمريكية

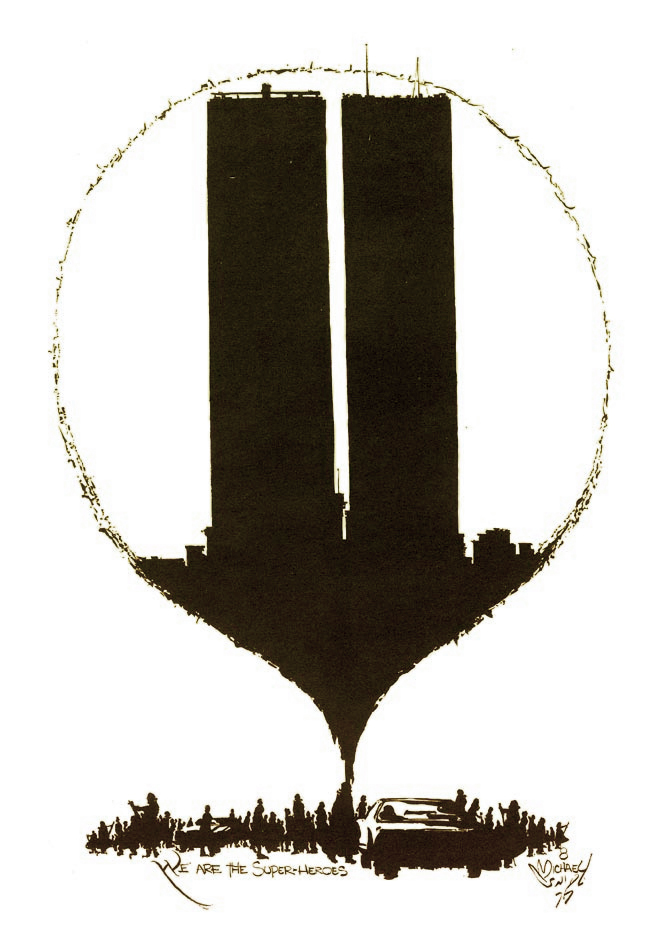
من "12 جزء" هوت ستاف #6 (1978)، يصور الانحراف الحاد عن مؤثرات مسيرة الفنان المبكرة

في عام 1991، عاد نتزر إلى نيويورك وكونتينيو كوميكس، حيث أنتج أعمالاً فنية لعدة أعداد من ميجاليث. ودخل هو ونيل آدامز في نزاع حول حقوق الملكية الفكرية لشخصية الآنسة ميستيك، وهي شخصية عملا عليها معًا في عام 1977، والتي نشرها آدامز تحت علامات باسيفيك كوميكس وكونتينيو كوميكس، مما أدى إلى رفع دعوى قضائية ضد آدامز في محكمة نيويورك الفيدرالية عام 1993. رُفضت القضية عام 1995، مستشهدة بـالتقادم المسقط.
ترك نتزر كونتينيو وأنتج سلسلة من مشاريع القصص المصورة خلال هذه الفترة، بما في ذلك سلسلة باتمان السنوية #2، ديتكتيف كومكس، ذا هنتريس، بابيلون 5، تيم تايتنز، والسهم الأخضر لـ دي سي كومكس، وسلسلة نيل غيمان ليدي جستس لتكنو كومكس. أظهرت أعماله الفنية في هذه الفترة تحولًا ملحوظًا إلى أسلوب فني أكثر قتامة ومزاجية، كما هو الحال في سلسلة ذا هنتريس المحدودة، والتي دمجت أسلوبه عالي التباين في هوت ستاف 1978 مع الفن الأسود القاتم لسلسلة فرانك ميلر الشهيرة سين سيتي. في عمود الرسائل في سين سيتي: ذا بيغ فات كيل #1 (1994)، انتقد ميلر نتزر، جنبًا إلى جنب مع الفنانين جيم لي وتيم سيل، اللذين أنتجا أيضًا أعمالًا فنية سوداوية قاتمة في تلك الفترة، بسبب استلهامهم من سين سيتي. كما انتقد ميلر دعوى نتزر القضائية ضد آدامز بشأن الآنسة ميستيك في نفس عمود الرسائل. في عام 2011، رد نتزر على ميلر في موارد الكتب المصورة، قائلاً إنه عمل بأسلوب مشابه قبل أن يشتهر ميلر به. وأضاف أن أي فنان لا يتطور دون مؤثرات واضحة، وأن المبدعين الذين سبقوا ميلر لم يعرف عنهم انتقاد الفنانين الذين ألهموهم.
في عام 1994، عاد نتزر إلى إسرائيل. في عام 1998، تعاون مع صوفيا فيدوروف لتأسيس استوديو لإنتاج الوسائط المرئية يسمى نتسارت فيدوروف ميديا، مما سمح لنتزر بتطوير مهاراته في الفن الرقمي، الإعلان، وتصميم مواقع الويب.
في عام 2010، عاد نتزر إلى القصص المصورة الرئيسية، حيث أنتج أعمالًا فنية لكيفن سميث في الزنبور الأخضر من ديناميت إنترتينمنت، بالإضافة إلى رسم فصل من مغامرات الرجل العاطل عن العمل لإريك أوريغن وغان غولان من ليتل، براون، ناشري الساخرة غود نايت بوش لنفس الكتاب. عاد نتزر أيضًا لإنتاج أعمال فنية خاصة بالجامعين، بما في ذلك سلسلة من إعادة إنشاء الأغلفة الكلاسيكية مع الفنان جين كولان، ممثلًا من قبل الكاتب/الوكيل كليفورد ميث. في عام 2011، أنتج ثلاثة أغلفة لـكفير من زانزوريا كوميكس الإسرائيلية.

## نشاط الويب
ألهمته خلوة استمرت 40 يومًا في منتجع البحر الميت في عين جدي في فبراير 2003 للعودة إلى مواضيعه الروحية ونشاطه المبكر. في يناير 2004، أطلق نتزر موقعه الأول على الويب، "كتاب القصص المصورة الجديد للحياة"، الذي يوضح نظرياته حول أساطير الأبطال الخارقين والدور الذي تلعبه في التطور الثقافي. في الموقع، كشف نتزر عن مواد غير منشورة تدعم هذا البيان من عام 1977 إلى 1981، والتي لم تر النور قط. كما اعتذر لزميله نيل آدامز عن دعواه القضائية ضده في العقد السابق، على الرغم من أن نتزر جدد في عام 2018 تأكيده بأنه هو من أنشأ شخصية الآنسة ميستيك، مما أدى إلى قدر كبير من العداء العام بين الاثنين. في نوفمبر 2004، أطلق موقعًا ثانيًا على الويب، "حزب مبدعي القصص المصورة"، يدعو فيه مبدعي القصص المصورة إلى تشكيل اتحاد سياسي للمشاركة في الانتخابات الرئاسية الأمريكية 2008، ونقل اقتباسات لمبدعين بارزين في القصص المصورة تشير إلى المناخ الاجتماعي-السياسي في أمريكا وخارجها. ومنذ ذلك الحين، أطلق نتزر عدة مواقع ويب أخرى، بما في ذلك "نقابة مبدعي القصص المصورة"، "كونسورتيوم تمدد الأرض" و"مايكل نتزر أونلاين"، وهو بوابة لمجمع المواقع.
بينما لم ينتج نتزر أي أعمال رئيسية في مجال القصص المصورة من منتصف التسعينات حتى عام 2010، حافظ على حضوره على الويب، وتحدث عن قضايا مجتمع القصص المصورة، بما في ذلك حملة لتعزيز دعم محبي القصص المصورة لـالصياد المريخي، التي واجهت شائعات عن نهايتها في سلسلة مارفل المصغرة الأزمة النهائية. في أوائل عام 2009، أسس نتزر وأطلق فيسبوك كوميك كون.
بعد قناعته بأن الفن يجب أن يساهم في تحسين المجتمع، انضم نتزر إلى كوميكس فور أول في مايو 2010، وهي مجموعة من فناني القصص المصورة الإسرائيليين تهدف إلى تعزيز هذا الوسيط كأداة ثقافية وتعليمية لمساعدة الأطفال المحرومين. تعمل المنظمة تحت رعاية سلسلة متاجر التجزئة للقصص المصورة "كوميكس إن فيجيتابلز"، وساهمت في فوز المتجر بجائزة آيزنر عام 2011. يشارك نتزر في أنشطة مختلفة على أساس مجاني.

### حملة إنقاذ القصص المصورة
في أوائل عام 2011، أطلق نتزر حملة "أنقذوا القصص المصورة"، لجذب الانتباه العام إلى الأسباب الكامنة وراء تراجع المبيعات الذي استمر لعقود للكتب المصورة المطبوعة. جاءت هذه المبادرة بعد مشاركته في نقاش واسع النطاق في الصناعة حول ثورة في الممتلكات المملوكة للمبدعين.
في 10 فبراير 2011، قدم نتزر شكوى عبر الإنترنت على موقع لجنة التجارة الفيدرالية ضد دي سي كومكس ومارفل كومكس، داعيًا قادة الصناعة إلى إعادة توجيه انتباههم إلى أعمال نشر القصص المصورة.
في يونيو 2011، رد نتزر على القصة المثيرة للجدل في أكشن كومكس #900، حيث اضطر سوبرمان إلى التخلي عن جنسيته الأمريكية بعد مشاركته في مظاهرة مناهضة للحكومة الإيرانية. أنتج قصة قصيرة ساخرة من صفحتين، يعود فيها سوبرمان إلى طهران مع باتمان والمرأة المعجزة، ويشاركون جميعًا في مظاهرة مناهضة للولايات المتحدة. وقد أثارت صورة الأبطال الثلاثة وهم يحرقون الأعلام الأمريكية وأعلام الكتلة الغربية انتقادات حادة من جمهور بليدينغ كول. رد نتزر بحرق العمل الفني الأصلي للصورة المثيرة للجدل، وتصوير مقطع فيديو لها، لإظهار قيمة السخرية.
في مايو 2013، قاد نتزر حملة نيابة عن كاتب القصص المصورة دون ماكغريغور عندما روجت ديناميت إنترتينمنت لإحياء زورو، التي أنشأها ماكغريغور ومايك مايهيو. رد ناشر ديناميت نيك باروتشي برفض إحباط ماكغريغور الذي عبر عنه علنًا بشأن سماعه عن إحياء إبداعه في البيانات الصحفية، وحذف أسماء المبدعين من الإعلانات. قادت حملة نتزر في بليدينغ كول، ذا بيت، فيسبوك وموقعه الخاص إلى ظهور الناشر على صفحة نتزر على فيسبوك واعتذاره لماكغريغور. تلقت الحملة بعض الانتقادات لشدتها، ولكنها لوحظت أيضًا من قبل آخرين لمساعدتها في إبراز قضية حقوق المبدعين ومعاملتهم من قبل الناشرين إلى واجهة حوار الصناعة.

## الأعمال المنشورة

### دي سي كومكس
- أدفنشر كومكس #449–451 (الصياد المريخي) (مع دينيس أونيل، حبر تيري أوستين، 1977)؛ (ذا فلاش) #466 (مع كاري بيتس، حبر فينس كوليتا، 1979)
- أرماجيدون: ذا أليان أجندة #2 (مع جوناثان بيترسون، حبر جوزيف روبنشتاين، 1991)
- أرماجيدون: إنفيرنو #1–2، 4 (1992)
- بابيلون 5 #1–2، 4 (مع جي. مايكل سترازينسكي، حبر روب لي، 1994)
- باتمان/السهم الأخضر: ذا بويزون تومورو (عدد واحد) (مع دينيس أونيل، 1992)
- باتمان السنوية #2 (مع دينيس أونيل، حبر لوك ماكدونيل، 1993)
- تشالنجرز أوف ذا أنون #81–82 (مع جيري كونواي، حبر بوب وياسيك وجوزيف روبنشتاين، 1977)
- دي سي سبيشال سيريز #1 (باتمان) (مع مارتن باسكو، 1977)؛ #15 (مع دافيد فيرن ريد، في كلتا الحالتين، حبر جوزيف روبنشتاين، 1978)؛ #11 (دكتور فيت) (مع بول ليفيتز وجو ستاتون، 1978)
- ديتكتيف كومكس #654–655، 657–658 (مع تشاك ديكسون، حبر سكوت هانا ولوك ماكدونيل، 1992–1993)
- غوستس #97 (1981)
- السهم الأخضر #89، 96 (مع كيفن دوولي وتشاك ديكسون، حبر روب لي وجيم أبارو، 1994–1995)
- هاوس أوف ميستري #276 (1980)
- إيزيس #2 (مع ستيف سكييتس، حبر فينس كوليتا، 1976–1977)
- ذا هنتريس #1–4 (سلسلة مصغرة) (مع تشاك ديكسون، 1994)
- جونا هيكس وقصص غربية أخرى #3 (1980)
- كاماندي #45–46 ("حكايات الكارثة العظمى")، حبر جوزيف روبنشتاين (1976)
- كوبرا #6–7 (مع مارتن باسكو، حبر جوزيف روبنشتاين، 1977)
- مين أوف وور #15 ("الحارس"، صفحتان، حبر بوب سميث، 1979)
- سيكرتس أوف هوانتد هاوس #24 (مع لوري إس. سوتون، حبر فينس كوليتا، 1980)
- ستار هنترز #3 (مع دافيد ميتشيليني، حبر بوب لايتون، 1978)
- سوبربوي #222، 225–226، 230–231، 233، 236 (مع جيمس شوتر وبول ليفيتز، حبر بوب لايتون، بوب وياسيك، جاك أبيل وجوزيف روبنشتاين، 1976–77)
- تيم تايتنز #1 نايترايدر (مع مارف وولفمان، حبر جورج بيريز، 1992)
- تايم وورب #4 (1980)
- المرأة المعجزة #232 (مع آلان برينرت ومارتن باسكو، حبر فينس كوليتا، 1977)
- وورلدز فاينست كومكس #244–246 (السهم الأخضر وبلاك كناري) (مع توني إيزابيلا وجاك سي. هاريس، حبر تيري أوستين، 1977)؛ #259–260 (بلاك لايتنينغ) (مع دينيس أونيل، حبر فينس كوليتا، 1979)

### مارفل كومكس
- هوارد البطة #16 (مع ستيف جيربر، حبر تيري أوستين، 1976)
- مارفل كومكس #17 (مع جي. إم. ديماتيس وفنانين آخرين، 1980)
- مارفل بريفيو #7 (1976)
- مارفل سبوتلايت #33 (مع دافيد أنتوني كرافت، ريتش باكلي وأرفيل جونز، حبر كلاوس جانسن، مارفل، 1977)
- مارفل تيلز #100 (مع سكوت إيدلمان، حبر تيري أوستين، 1979)
- مارفل تيم-أب #89 (مع كريس كليرمونت، حبر جوزيف روبنشتاين، 1980)
- مارفل توو-إن-وان #70 (مع مارك غرونوالد ورالف ماكيو، حبر جين داي، 1980)
- سافاج سورد أوف كونان #20، 29، 70–71 (رسومات فقط، 1977–81)
- ستار تريك #7 (مع توم ديفالكو، حبر كلاوس جانسن، 1980)
- ذا ديدلي هاندز أوف كونغ فو #28 (مع لاوتزه، رسم فقط، 1976)
- ويب أوف سبايدر-مان السنوية #3 (مع روجر ستيرن، حبر جوزيف روبنشتاين، 1987)

### ناشرون آخرون
- "12 جزء" في هوت ستاف #6،[82] (إنتاجات سال كوارتوشيو، 1978)
- 1984 #5 (مع لين وين، حبر ألفريدو ألكالا، وارين للنشر، 1979)
- سيفل وورد روب (مع ريتش جونستون، استوديوهات برين سكان، 2006)
- الآنسة ميستيك #1 (مع نيل آدامز، باسيفيك كوميكس، 1982)
- نيل غيمان's عجلة العوالم #0 (مع سي. جي. هندرسون، تكنو كومكس، 1995)
- نيل غيمان #1–2 (مع سي.جي. هندرسون، حبر ريك ماغيار، تكنو، 1995)
- ميجاليث #5–7 (مع بيتر ستون، كونتينيو كوميكس، 1991)
- ستار*ريتش #12 (إنتاجات ستار*ريتش، 1978)
- أوري-أون #1–4 (إسرائيل كوميكس، 1987–1988)
- وور دانسر #5 (مع جيمس شوتر، حبر براد فانكاتا ديفاينت كوميكس، 1994)
- Dose #2 (بانكشوت كوميكس، 2008)
- كيفن سميث's الزنبور الأخضر السنوية #1 (مع فيل هيستر، حبر جوزيف روبنشتاين ديناميت إنترتينمنت، 2010)
- الرواية المصورة مغامرات الرجل العاطل عن العمل (مع أوريغن وغولان، حبر جوزيف روبنشتاين ليتل، براون، 2010)
- ساخرة ريتش جونستون's ساينثورلوجي (عدد واحد) (مع ريتش جونستون، بوم! استوديوهات، 2012)
- أنتولوجيا كوميكس اليهودية قصة قصيرة (مع كليفورد ميث، التيرنيت هيستوري كوميكس، 2014)

ملاحظة: اعتبارًا من عام 1987 (أوري-أون #1)، يُنسب إليه كـمايكل نتزر؛ سابقًا، كان يُنسب إليه باسم ولادته، مايكل ناصر.

### الأغلفة
قدم نتزر أيضًا أعمالاً فنية لهذه الأغلفة:
- مغامرات على كوكب القردة #7 (مارفل، 1976)
- تومب أوف داركنس #22 (مارفل، 1976)
- تشامبر أوف تشيلز #24، حبر، (مارفل، 1976)
- كوبرا #6–7 (دي سي، 1977)
- تشالنجرز أوف ذا أنون #81–82 (دي سي، 1977)
- المرأة المعجزة #231–232 (دي سي، 1977)
- كابتن مارفل #35 (دي سي، 1978)
- ذا سبيكتكيولر سبايدر-مان #37 (مارفل، 1979)
- المدافعون #87–89 (مارفل، 1980)
- ستار تريك #7 (مارفل، 1980)
- مارفل تيم-أب #101 (مارفل، 1980)
- ذا أميزينغ سبايدر-مان #207، 228 (مارفل، 1980، 1982)
- أوري-أون #1–4، (إسرائيل كوميكس، 1987–1988)
- أرماجيدون: إنفيرنو #1–4 (دي سي، 1992)
- ذا شادو #30 (دي سي، 1992)
- باتمان #480 (دي سي، 1992)
- ذا كومت #9–12، 14–18 (دي سي، 1992)
- باتمان/السهم الأخضر: ذا بويزون تومورو (دي سي، 1992)
- روبن #3 {دي سي، 1993}
- باتمان السنوية #2 (دي سي، 1993)
- ذا هنتريس #1–4 (دي سي، 1994)
- بابيلون 5 #2، 4، (دي سي، 1994)
- كيفن سميث's الزنبور الأخضر #3 (4 أغلفة بديلة، ديناميت 2010)
- حوليات الزنبور الأخضر لكيفن سميث #1 (ديناميت، 2010)
- أفاتار أوف ذا فيوتوريانز #2 (استوديوهات دافيد ميلر، 2010)
- كفير #1–3 (زانزوريا، 2011)
- WWE سوبرستارز #3 (سوبر جينيوس، بيبركتز، 2013)

## وصلات خارجية
- بوابة مايكل نتزر عبر الإنترنت، الموقع الرسمي (مؤرشف)
- مايكل نتزر على قاعدة بيانات الكتب المصورة
- "دي سي بروفايلز #14" في قاعدة بيانات غراند كوميكس
- نتزارت فيدوروف ميديا، الشركة التي يشارك فيها نتزر
- مارتي كلوغ، محادثة كاشفة، مجلة ويزارد، خريف 1980 (مؤرشف)
- دانيل بيست، مقابلة، أديلايد كوميكس آند بوكس، 17 يوليو 2004
- برايان دوهرتي، ولكن ماذا فعل من أجل ذوي البشرة البنفسجية؟، مجلة ريزن، 11 يناير 2005
- ريك أوفينبرغر، كتاب مايكل نتزر الجديد للحياة على موقع واي باك مشين (نسخة محفوظة 7 أغسطس 2007)، سيلفر بوليت كوميك بوكس، 4 مايو 2005
- فيسبوك كوميك كون غالا بريمير خطاب الفيديو الرئيسي على يوتيوب
- حملة أنقذوا القصص المصورة على موقع نتزر (مؤرشف).